# بلومفیلد، شهرستان آدامز، ایلینوی
بلومفیلد (به انگلیسی: Bloomfield) یک منطقهٔ مسکونی در ایالات متحده آمریکا است که در شهرستان آدامز، ایلینوی واقع شده‌است. بلومفیلد ۲۲۳٫۱۲ متر بالاتر از سطح دریا واقع شده‌است.